# Anthony Baron
Anthony Kévin Baron (* 29. Dezember 1992 in Villepinte) ist ein französischer Fußballspieler, der aktuell in der Schweiz beim Servette FC unter Vertrag steht und für die Fußballnationalmannschaft von Guadeloupe aktiv ist.

## Karriere

### Verein
Baron begann seine Laufbahn bei Lormont und verbrachte seine frühe Karriere bei verschiedenen halbprofessionellen Mannschaften in Frankreich. Er spielte für Bourges Foot, den FC Chartres, die Reserve von Amiens, AS Beauvais und Saint-Pryvé. Im Jahr 2019 wechselte er in die Schweiz und unterschrieb bei Stade Nyonnais. Am 16. Juni 2021 unterschrieb er einen Vertrag bei Yverdon Sport in der Schweizer Challenge League.
Am 20. Juli 2022 wechselte Baron zum Servette FC. In der Saison 2022/23 hatte er seine ersten Minuten in der Super League.

### Nationalmannschaft
Am 17. Oktober 2018 debütierte Baron für die Fußballnationalmannschaft von Guadeloupe.